# Europejski długodystansowy szlak pieszy E11

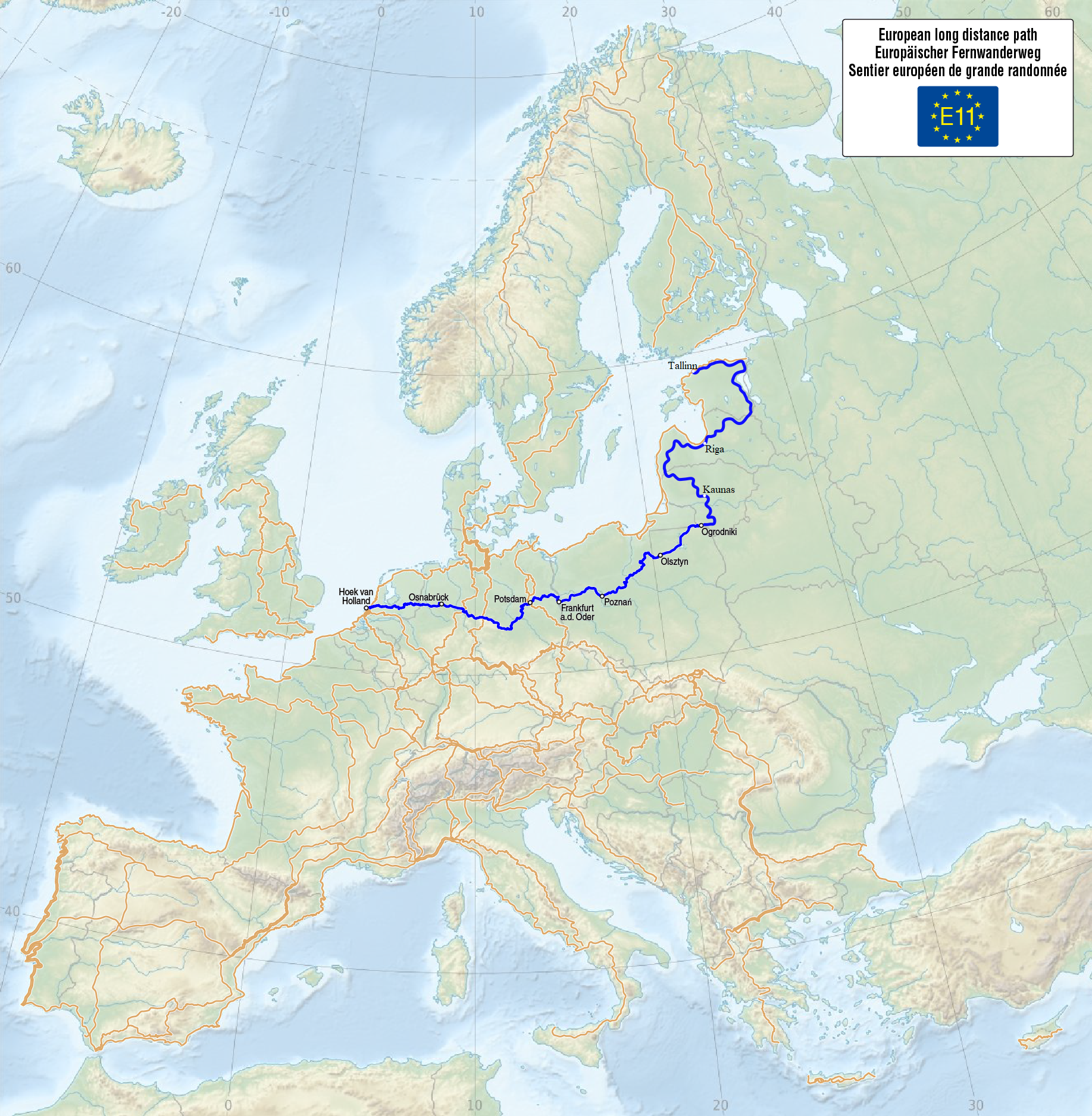
Mapa szlaku E11

Europejski długodystansowy szlak pieszy oznaczony symbolem E11 jest znakowanym szlakiem turystycznym, jednym z 11 europejskich szlaków wędrówkowych. Długość szlaku wynosi 2560 km.

## Przebieg szlaku
Przybliżony przebieg: Holandia (Haga) – Niemcy – Polska – Litwa - Łotwa

### Przebieg szlaku w Polsce
Słubice – Drzecin – Stare Biskupice – Sułów – Drzeńsko – Lubiechnia Wielka – Lubiechnia Mała – Ośno Lubuskie – Radachów – Trzebów – Lubniewice – Bledzew – Gorzyca – Pniewo – Gościkowo-Paradyż – Międzyrzecz – Lubikowo – Międzychód – Toruń – Golub-Dobrzyń – Brodnica – Iława – Jasieniec – Czerwony Dwór – Gołdap – Stańczyki – Jeleniewo – Wigry – Giby – Ogrodniki.
okolice Torunia – granica państwa:
Suchatówka – Mała Nieszawka – Toruń – Złotoria – Brzozówka – Szembekowo – Jesionka – Ciechocin – Dulnik – Golub-Dobrzyń – Białkowo – Szafamia – Płonne – Rodzone – Tomkowo – Kierz Radzikowski – Radziki Duże – Kupno – Pólka Duża – Słoszewy – Mszano – Szabda – Brodnica – Tama Brodzka – Mariany – Bachotek – Rytebłota – Górale – Ostrowite – Osetno – Łąkorek – Skarlin – Lekarty – Gryźliny – Radomno – Nowy Ostrów – Katarzynki – Iława – Szałkowo – Tynwałd – Frednowy – Wiewiórka – Samborowo - Pietrzwałd - Dylewo-Grunwald-Waplewo - Żelazno - Źródła Łyny- Kurki - Ruś - Olsztyn - Dobre Miasto - Lidzbark Warmiński - Bisztynek - Reszel - Kętrzyn - Sztynort - Ogonki -Jasieniec – Czerwony Dwór – Golubie Wężewskie – Góra Szeska – Góra Gołdapska – Gołdap – Pluszkiejmy – Błąkały – Stańczyki – Pobłędzie – Dzierwany – Smolniki – Udziejek – Jeleniewo – Prudziszki – Rezerwat Cmentarzysko Jaćwigów – Lipniak – Stary Folwark – Wigry – Rosochaty Róg – Mikołajewo – Wysoki Most – Gremzdówka – Karolin – Giby – Zelwa – Berżniki – Dworczysko – Ogrodniki – granica Polski.
woj. warmińsko-mazurskie:
jez. Głowińskie            - Samborowo      — szlak żółty
Samborowo                  - Waplewo        — szlak niebieski
Waplewo                    - Żelazno        — szlak czarny
Żelazno                    - źródła Łyny    — szlak żółty
źródła Łyny                - Olsztyn        — szlak zielony
Olsztyn                    - Lidzbark Warm. — szlak czerwony
Lidzbark Warm. ul. Wiejska - Dworzec PKS    — szlak czarny
Lidzbark Warm. PKS         - Skrzypy        — szlak niebieski
Skrzypy                    - Sztynort       — szlak czerwony
Sztynort                   - Ogonki         — szlak czarny
Ogonki                     - Jasieniec      — szlak niebieski
Jasieniec                  - Gołdap         — szlak zielony
Gołdap                     - Rakówek        — szlak czerwony
Szeskie Wzgórza:  Golubie Wężewskie – Góra Szeska – Góra Gołdapska – Gołdap
Puszcza Romincka: Gołdap – Pluszkiejmy – Błąkały – Stańczyki  – Pobłędzie
Pojezierze Suwalskie:  Pobłędzie – Dzierwany
Suwalski Park Krajobrazowy:  Dzierwany – Smolniki  – Udziejek – Jeleniewo
Jeleniewo – Prudziszki – Rezerwat Cmentarzysko Jaćwingów  – Lipniak
Wigierski Park Narodowy: Lipniak – Stary Folwark  – Wigry – Rosochaty Róg – Mikołajewo  – Wysoki Most – Gremzdówka
Gremzdówka – Karolin – Giby  – Zelwa – Berżniki – Dworczysko  – Ogrodniki – Republika Litewska